# Vaccinium myrtillus
Bạn có thể tham khảo nội dung hoàn chỉnh trên trang web Wiki tiếng Thụy Điển 
Vaccinium myrtillus là một loại cây của Việt quất quả đen hay ỏng ảnh, thuộc chi Việt quất. Trong tiếng Anh loại cây này mang tên là Common Bilberry hay đôi khi được gọi tắt là Bilberry dù cái tên gọi tắt này cũng dùng để ám chỉ một số loại Việt quất khác. Đây vừa là một cây ăn quả vừa là một cây thuốc.

## Miêu tả
Cây bụi thấp, có quả màu xanh đen, hình dạng gần giống như quả nho, vị ngọt. Dạng hoang dại của cây phổ biến ở châu Âu và Anh Quốc; dạng cây trồng phổ biến ở Bắc Mỹ và nhiều nơi khác.
Cây mọc nhiều ở vùng miền trung Thụy Điển. Đây là loại quả phổ biến và chiếm khoảng 17% diện tích của đất nước này.

## Công dụng

#### Quả
Quả của cây Việt quất quả đen đã được dùng ở châu Âu từ 1000 năm trước đây như một vị thuốc chữa các bệnh tuần hoàn, tiêu chảy, tăng cường thị lực và nhiều công dụng khác.
Quả có chứa chất chống oxy hóa.
Việt quất cũng là một cây ăn quả, với quả được dùng làm bánh kẹo, cất rượu.

#### Lá
Lá của cây được dùng để chữa nhiều bệnh, trong đó có cả đái tháo đường.

## Hình ảnh

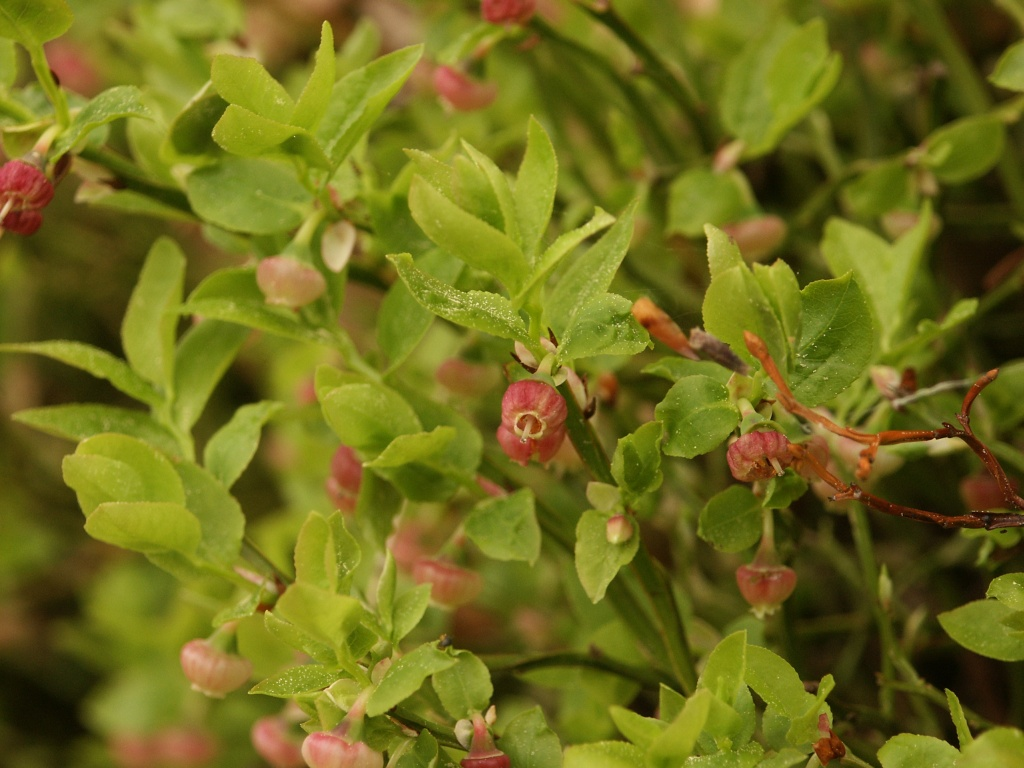
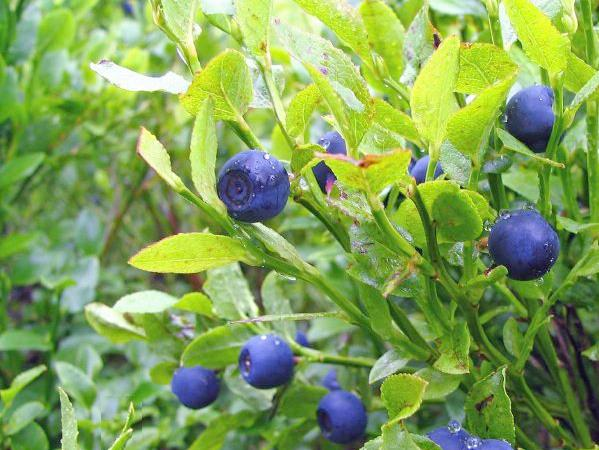
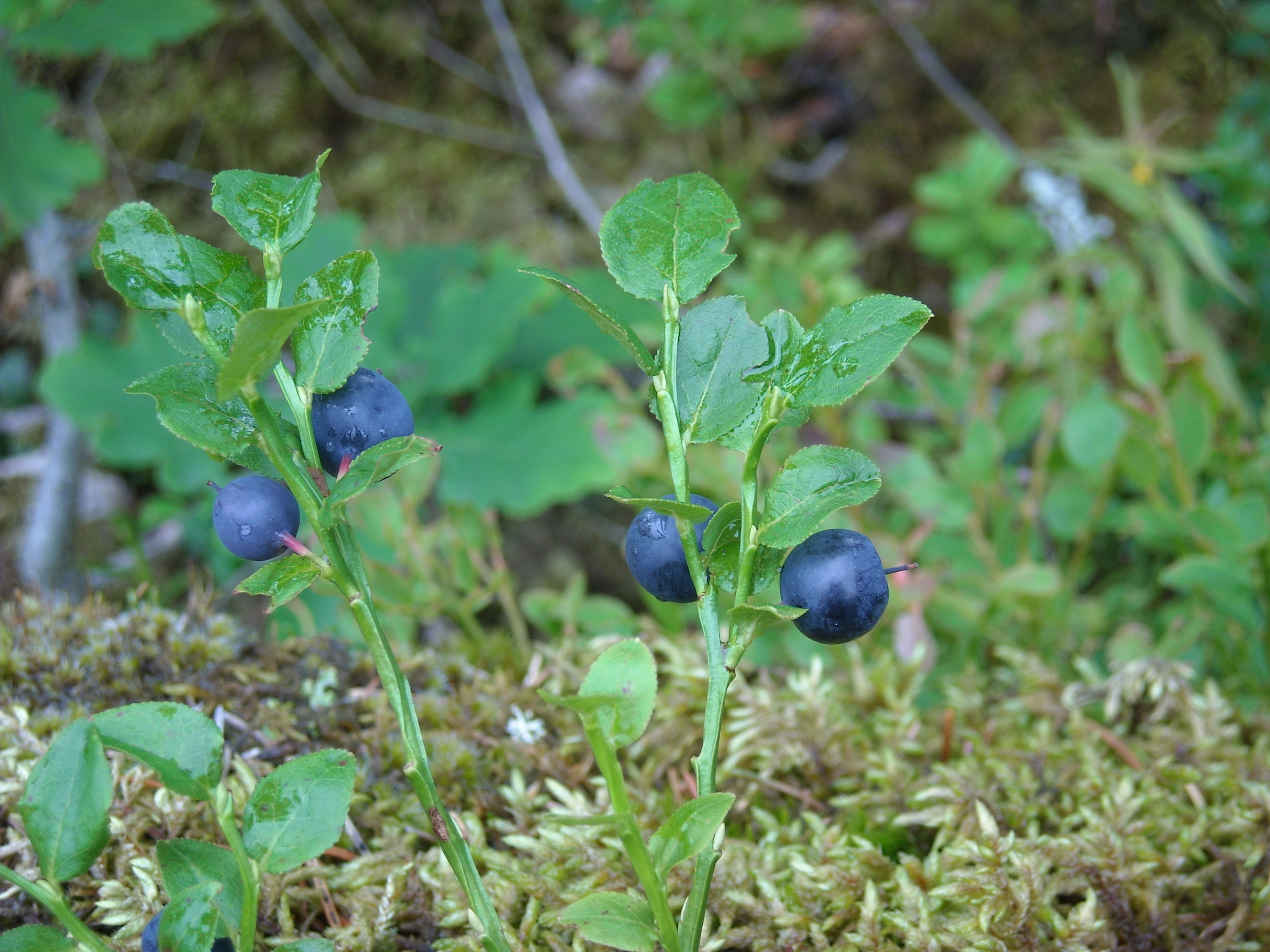
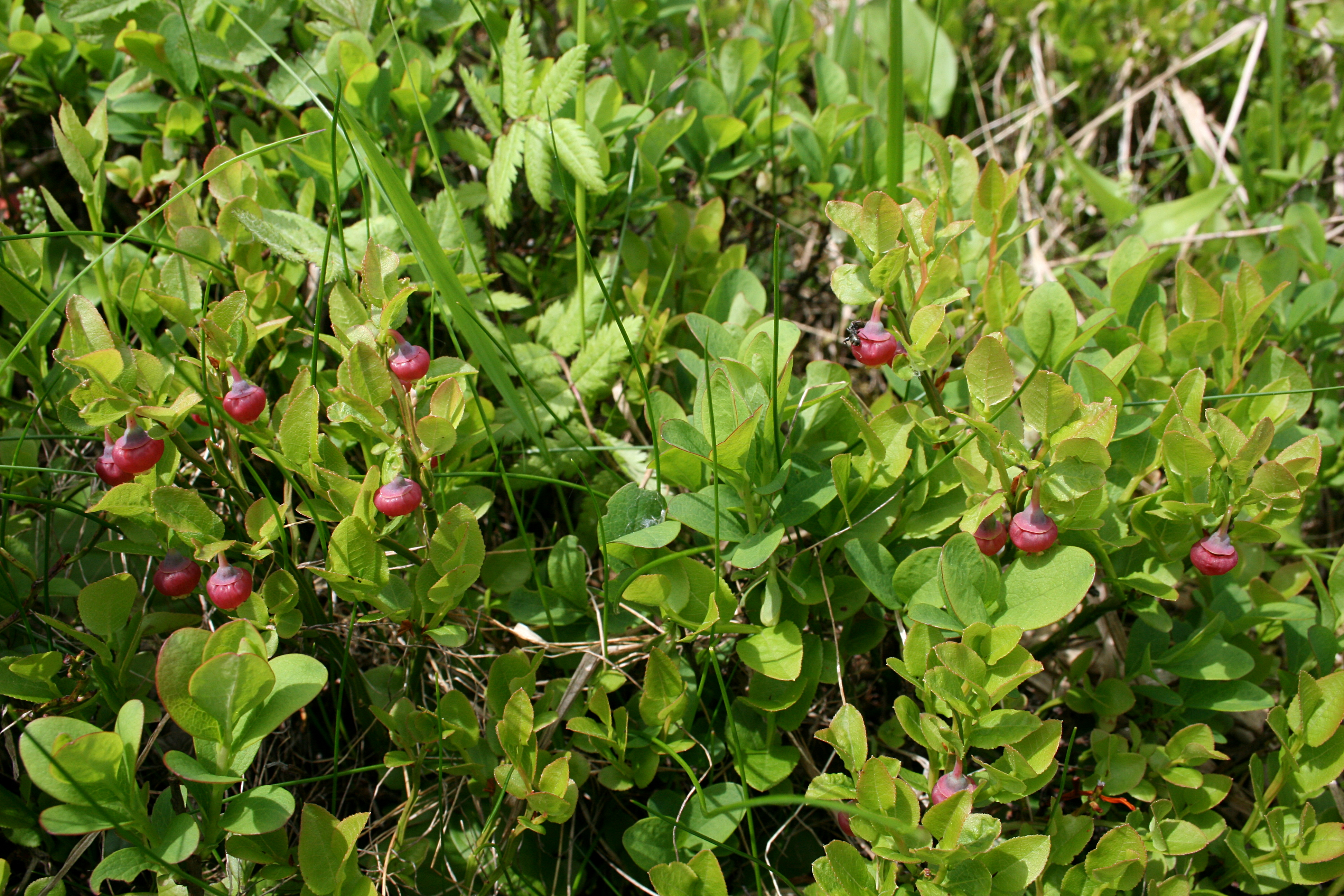